# Día de la Región de Murcia
El Día de la Región de Murcia o Día de Murcia es la jornada festiva de la comunidad autónoma española de la Región de Murcia. Se celebra el día 9 de junio, conmemorando el aniversario de la promulgación de la Ley Orgánica del Estatuto de Autonomía.

## La redacción del estatuto
Después de la aprobación de la Constitución española de 1978, la Región debatió su futuro en los primeros días de junio de 1980, en una sesión extraordinaria celebrada en el Ayuntamiento de Totana, en la que el entonces Consejo Regional adoptó la iniciativa autonómica. El proceso generó tal ilusión que pronto se adhirieron a la iniciativa todos los consistorios de la provincia, incluyendo el de Cartagena, a pesar de la resistencia inicial de los ediles del Partido Cantonal.
A los pocos días, el 9 de junio, se constituyó la comisión redactora del estatuto, un grupo en el que tuvieron cabida todas las sensibilidades para generar un texto lo más plural posible. Representantes del Partido Socialista, de la Unión de Centro Democrático de Adolfo Suárez, de Alianza Popular, del Partido Comunista, del Partido Cantonal e incluso los 'nacionalistas' que lideraba Mariano Yúfera participaron en la elaboración del texto.
El texto surgió muy rápidamente y se redactó en poco más de veinte días: hubo ocho reuniones entre el 8 y el 31 de julio. La última tuvo lugar en el ya desaparecido hotel Calarreona, a petición del entonces concejal de Águilas y autonómico Carlos Collado, quien quería que su municipio pusiera el apellido del estatuto, como ocurrió en el País Vasco con Guernica. El texto fue expuesto para que todos pudieran participar en la elaboración, corrigiéndose la redacción de algunos artículos. Concluido este proceso, el Anteproyecto se publicó en el Boletín Regional el 27 de octubre de 1980.
El proyecto llegó a Madrid en junio de 1981, y el Congreso de los Diputados lo votó en pleno el 17 de febrero de 1982. El resultado fue de 266 a favor, ninguno en contra y 26 abstenciones. Poco después el texto se remitió al Senado, que refrendó definitivamente la aprobación: 258 a favor, 5 en contra y 17 abstenciones. El Rey firmó el texto el 9 de junio de 1982, lo que permitió que la norma entrara en vigor, como Ley Orgánica 4/1982 de 9 de junio, a los 20 días de su publicación en el BOE, tal como determina el artículo 2.1 del código Civil; es decir, el día 9 de julio de 1982.  